# カーリー・ロイド (サッカー選手)
カーリー・アン・ロイド（Carli Anne Lloyd、1982年7月16日 - ）は、アメリカ合衆国の元女子サッカー選手。元アメリカ代表。ポジションはミッドフィールダー（攻撃的ミッドフィールダー）。2021年8月16日に現役引退を表明。
2008年の北京オリンピックと2012年のロンドンオリンピックで決勝ゴールを決めている。FIFA女子ワールドカップには2007年、2011年、2015年、2019年の4回出場し、アメリカ代表では316試合に出場し、134ゴールを記録している選手である。
プロサッカー選手として、アメリカ女子プロサッカー（WPS）のシカゴ・レッドスターズ、スカイブルーFC、アトランタ・ビートでプレーした。2013年に創設されたNWSLでは、ウエスタン・ニューヨーク・フラッシュに所属しチームの優勝に貢献した。

## 若年期
父スティーブンと母パメラの間にフィラデルフィアから北東へ15分ほどに位置するニュージャージー州南部のデルラン・タウンシップで生まれる。5歳のころにはサッカーをしていた。幼いころのサッカーについて母パメラは「このころは男女共学でカーリーは男の子とばかりいた。サッカーがとても好きで小さい頃からうまかったけど、いつも一生懸命だった」と言っている。ロイドには妹のアシュリー、弟のスティーブンがいる。フィラデルフィア・インクワイアラは1999年、2000年の2年連続で年間最優秀女子高生選手に選んでいる。同じく1999年、2000年に雑誌"Parade"主催の"Star-Ledger All-State First Team"を受賞した。2000年には「クーリア・ポスト・オブ・ザ・イヤー」と「サウス・ジャージーコーチ協会(SJSCA)ミッドフィルダー・オブ・ザ・イヤー」を受賞している。
1997年から2000年までデルラン高校に進み、「レッドバロン」ことルディ・クローバック指導の下プレーする。高校の頃から彼女の中盤からボールを運ぶ卓越したボールコントロールと技術は知られていた。高校時代チームは18勝3敗、ロイドは26得点、8アシストを記録した。

### ラトガース・スカーレット・ナイツ時代
ロイドは2001年にラトガース大学に進学し、グレン・クルックヘッドコーチの下、ラトガース・スカーレット・ナイツの女子サッカーチームで2004年までプレーした。ビッグ・イースト・カンファレンスで最高のチームの最高の選手と呼ばれていた。大学通算の勝点117、50得点、シュート数はチーム記録である。大学1年でチーム37得点中15得点を挙げチームの得点王となり、雑誌『サッカー・アメリカ』の全米新人チームに選ばれ、ビッグイースト新人賞を獲得するラトガース大学初の選手となった。2年時はチーム31得点中12得点7アシストを挙げる。この年は「ハーマン・トロフィー」の最終選考に残った.。3年時はチーム28得点中13得点2アシストを挙げ、ビッグイースト・アカデミック・オールスターに選出される。4年時は20試合中18試合に先発出場し10得点1アシストを挙げた。2004年ビッグイースト最優秀MFに選ばれた。2013年にはラトガース大学同窓会殿堂に選出された。

## クラブ経歴
USL Wリーグ時代
高校時代からUSL Wリーグでプレーし、1999年はセントラル・ジャージー・スプラッシュ、2000年はニュー・ブランズウィック・パワー、2001年はサウス・ジャージー・バンシーズに所属した。ラトガース大学の4年時の2004年の夏に、ケリー・スミス、マニャ・マコスキー、トビン・ヒース、ヒーサー・オライリーがいるニュージャージー・ワイルドキャッツでプレーした が、出場は1試合のみである。
WPS時代
アメリカで女子プロサッカーリーグがアメリカ女子プロサッカーとして復活することが決まった2008年にロイドはシカゴ・レッドスターズに割り振られた。2009年シーズンは16試合中14試合に出場し、通算で1313分ピッチに立った。4月25日のボストン・ブレーカーズ戦 と8月2日のロサンゼルス・ソル戦でそれぞれ1得点ずつ計2得点を挙げた。シカゴ・レッドスターズは5勝5分10敗の6位でシーズンを終えた。
2010年シーズンはFA宣言し、前年の優勝チームであるスカイ・ブルーFCに移籍した。2010年4月に古巣のシカゴ・レッドスターズ戦で足を滑らせ足首を負傷した。9月に2試合出場するまでシーズンの大半をピッチから離れることになった。
2010年10月、この年から新規参入するアトランタ・ビートと契約し2011年シーズンを迎えた。契約でアトランタ・ビートのジェームス・ギャラニスヘッドコーチは「彼女は素晴らしいMFで、常に試合に集中している選手だ。私は彼女の大学時代から知っていて、個人的に試合の改善や練習する機会があった。彼女は自身の夢のためなら多くの犠牲もいとわないし、チームにプロ意識の多くをもたらすことになる。」と述べた。このシーズンは10試合に出場し2得点を挙げたが、チームは1勝4分13敗の最下位に終わった。
ウェスタン・ニューヨーク・フラッシュ時代
2013年1月11日、ナショナル・ウーマンズ・サッカーリーグ創設に伴う分配ドラフトによりウェスタン・ニューヨーク・フラッシュに入団する。肩の負傷からの回復にシーズン前半は苦しんだが、5月12日のFCカンザスシティ戦に初出場した。初得点は古巣のスカイ・ブルーFC戦で3-0で勝利した。6月28日のワシントン・スピリット戦ではハットトリックを決め4-0で勝利した。この週の週間MVPを獲得した。
2013年シーズンは10得点で得点ランキングで3位となった。ウェスタン・ニューヨーク・フラッシュはレギュラーシーズン10勝8分4敗でプレーオフに進出した。プレーオフ準決勝でスカイ・ブルーFCと対戦し33分とアディショナルタイムにゴールを挙げた。ロイドの2ゴールでチームは勝利し決勝のポートランド・ソーンズFC戦に進出した が0-2で敗れた。
ヒューストン・ダッシュ時代
2014年10月16日、ベッキー・エドワーズ、ウィットニー・エンゲンと2016年のドラフト3巡目の権利との交換トレードでヒューストン・ダッシュへ移籍した。

## 代表経歴
ユース代表
U-21アメリカ合衆国代表として、フィンランド（2002年）、デンマーク（2003年）、アイスランド（2004年）、スウェーデン（2005年）でそれぞれ行われたノルディック・カップに出場した。2003年のノルディック・カップではデンマーク戦で決勝点となるアシストを挙げている。2004年はすべての試合に先発出場し2得点1アシストを挙げている。2005年は決勝ノルウェー戦の1得点を含む3得点を挙げた。
A代表
2005年7月10日のウクライナ戦が国際Aマッチ初出場、初得点は2006年10月1日の台湾戦である。2006年の4カ国トーナメントではすべての試合に出場した。同年のアルガルヴェ・カップのデンマーク戦で初めて先発出場し、ドイツ戦で初めて決勝戦に出場した。19試合中16試合に先発し、1得点を挙げている。
2007アルガルヴェ・カップ、FIFA女子ワールドカップ
2007年のアルガルヴェ・カップでは4得点を挙げ得点王となり、MVPを獲得した。6-1で勝利したニュージーランド戦で初めて2得点を挙げた。
2007 FIFA女子ワールドカップでワールドカップ初出場、全5試合中3試合に先発した。2007年は23試合中13試合に先発し、9得点3アシストでチーム内で3位の成績であった。
北京オリンピック
北京オリンピックでは、グループリーグの対日本戦と決勝ブラジル戦で試合を決めるゴールを挙げている。この活躍でティム・ハワードとともに2008年米サッカー最優秀選手に選ばれた。2008年は35試合すべてに先発出場し、2781分の出場はチーム3位、9得点9アシストは当時の生涯最高記録であった。
2010 CONCACAF女子ゴールドカップ
2009年は代表戦は8試合行われ5試合に出場した。2010年のアルガルヴェ・カップ決勝ドイツ戦では先制点を挙げ、チームに優勝に貢献した。
2010年のWPS第4戦スカイ・ブルーFC戦で足首を痛めた。2010年は15試合中14試合で先発出場した。2010 CONCACAF女子ゴールドカップでは全5試合で先発出場し、2得点を挙げ、3試合でプレーヤー・オブ・ザ・マッチに選出されたがアメリカは3位に終わり、2011FIFA女子ワールドカップの出場はイタリアとの大陸間プレーオフに持ち越された。大陸間プレーオフでは全時間出場し、3得点5アシストを挙げた。プレーオフ第2レグで代表戦100試合出場を達成した。
2011アルガルヴェ・カップ、4カ国トーナメント、FIFA女子ワールドカップ

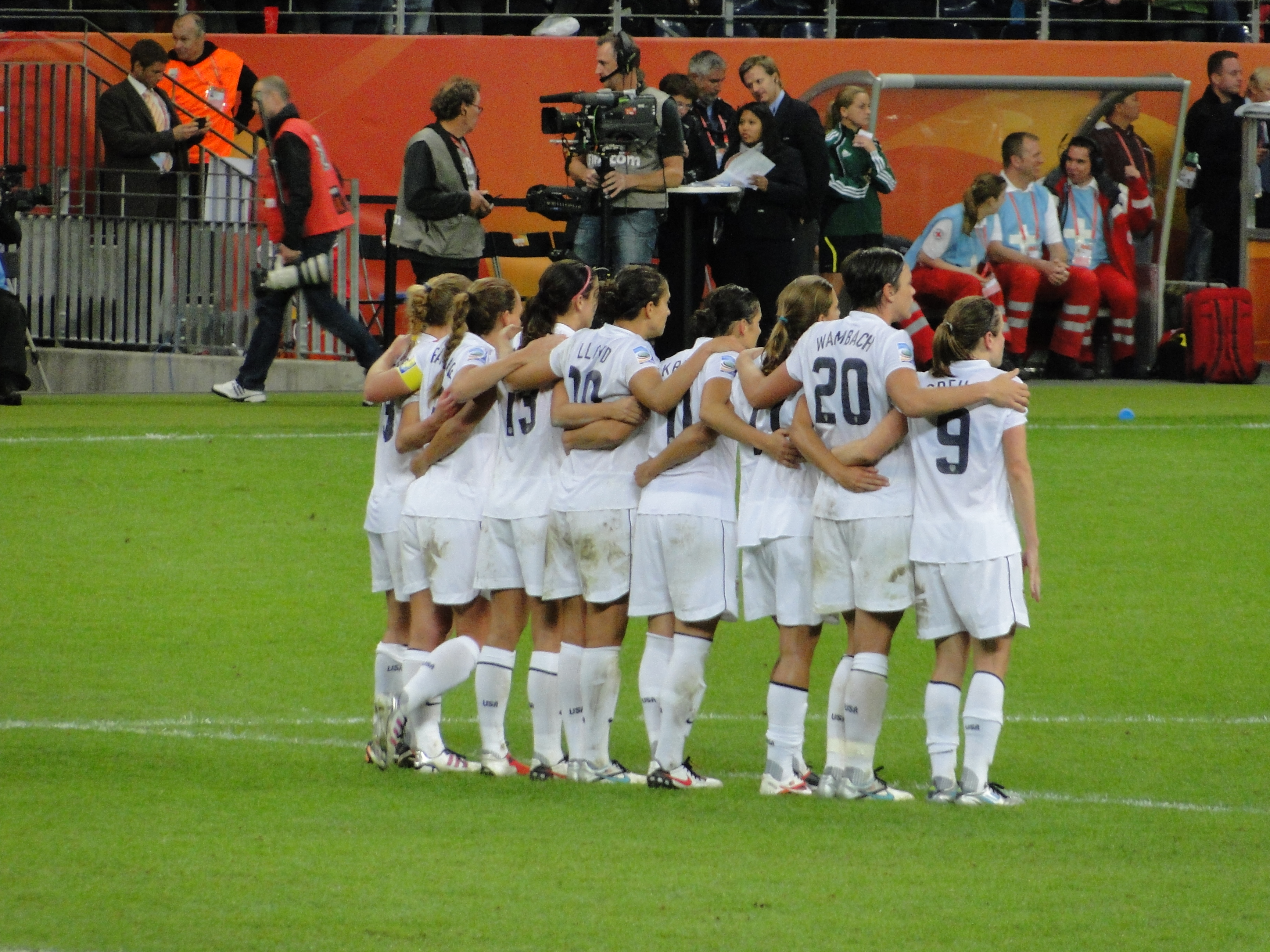
ロイド (左から4番目、2011 FIFA女子ワールドカップ）

2011 FIFA女子ワールドカップへの強化の一環として4カ国トーナメントに出場する。スウェーデン戦では1得点を挙げたがチームは敗れた。決勝のカナダ戦では先制点を決めてプレーヤー・オブ・ザ・マッチに選出された。
アルガルヴェ・カップ2011では、決勝戦での先制点を含む3得点を挙げ、2度目のMVPを受賞した。アメリカは8度目の優勝となった。
2011 FIFA女子ワールドカップでは、コロンビア戦でワールドカップ初得点を決めた。大会を通じて1得点、1アシスト で、PK戦では準々決勝のブラジル戦では決めた が、決勝の日本戦では決められなかった。アメリカは準優勝となった。
ロンドンオリンピック
ロンドンオリンピックではグループリーグのフランス戦で3-2で勝ち越すゴールを決め、コロンビア戦でも1得点を挙げた。決勝では2011 FIFA女子ワールドカップに続いて、再度日本とウェンブリー・スタジアムで対戦した。ロイドの2得点でアメリカは金メダルを獲得した。オリンピック4ゴールはアメリカ合衆国代表史上2位タイである。ロイドは複数のオリンピックの決勝戦で得点を挙げた唯一の選手である。
2013年10月、国際Aマッチ46点目をニュージーランド戦で挙げ、45得点のジュリー・ファウディを抜いてミッドフィールダーではアメリカ代表史上1位の得点となった。
2015 FIFA女子ワールドカップ
2015年4月、ジル・エリス監督のもと2015 FIFA女子ワールドカップアメリカ合衆国代表に選出される。ロイドは大会中4試合で主将を務め、決勝の日本戦で開始16分で決めたハットトリックを含む6得点を挙げた。この活躍によりアメリカは3度目の優勝となり、ロイドはゴールデンボール賞（大会MVP）に選ばれた。6得点はセリア・シャシッチ（ドイツ）と並んで1位タイであるが、より少ない時間で得点を挙げたシャシッチがゴールデンブーツ賞（得点王）を受賞し、ロイドはシルバーブーツ賞を受賞した。また、決勝の日本戦の3点目のピッチ中央から射抜いたゴールがFIFAプスカシュ賞の候補となった。
2019 FIFA女子ワールドカップ
自信2度目のワールドカップ制覇を果たした。

## プレースタイル
- 粘り強く、エネルギッシュなロイドは、スタミナ、強度、タックル、それに攻撃時のポジション取りも高く、得点やチャンスメイクを創出している[62][63]。
- 攻撃的ミッドフィールダーを本職としているが、代表ではセンターフォワードやアレックス・モーガンの後方のセカンドストライカー的な役割もし[1][63]、その他にも4-4-2のボックストゥボックスミッドフィールダー（8番）、ボランチ、守備的ミッドフィールダーもこなしていた[1]。

## 得点記録
|    | 日付           | 開催地                                 | 対戦国               | 出場         | #   | 時間 | アシスト               | スコア | 結果          | 大会名                                        |
| -- | -------------- | -------------------------------------- | -------------------- | ------------ | --- | ---- | ---------------------- | ------ | ------------- | --------------------------------------------- |
| 1  | 2006年10月1日  | カーソン                               | チャイニーズタイペイ | 46分         | 1.1 | 76   | アビー・ワンバック     | 8–0    | 10–0          | 親善試合                                      |
| 2  | 2007年3月7日   | シルヴェス                             | 中華人民共和国       | 先発         | 1.1 | 38   | ステファニー・コックス | 2–1    | 2–1           | アルガルヴェ・カップ：グループ B              |
| 3  | 2007年3月9日   | フェレイラス                           | フィンランド         | 46分         | 1.1 | 46   | -                      | 1–0    | 1–0           | アルガルヴェ・カップ: グループB               |
| 4  | 2007年3月12日  | ヴィラ・レアル・デ・サント・アントニオ | スウェーデン         | 先発         | 1.1 | 44   | ステファニー・コックス | 2–0    | 3–2           | アルガルヴェ・カップ: グループB               |
| 5  | 2007年3月14日  | ヴィラ・レアル・デ・サント・アントニオ | デンマーク           | 83分         | 1.1 | 51   | -                      | 2–0    | 2–0           | アルガルヴェ・カップ: 決勝                    |
| 6  | 2007年7月14日  | イーストハートフォード                 | ノルウェー           | 74分         | 1.1 | 66   | クリスティン・リリー   | 1–0    | 1–0           | 親善試合                                      |
| 7  | 2007年8月12日  | シカゴ                                 | ニュージーランド     | 29分         | 2.1 | 34   | シャノン・ボックス     | 3–0    | 6–1           | 親善試合                                      |
| 8  | 2007年8月12日  | シカゴ                                 | ニュージーランド     | 29分         | 2.2 | 60   | クリスティン・リリー   | 5–0    | 6–1           | 親善試合                                      |
| 9  | 2007年10月13日 | セントルイス                           | メキシコ             | 81分         | 1.1 | 84   | -                      | 5–1    | 5–1           | 親善試合                                      |
| 10 | 2007年10月17日 | ポートランド                           | メキシコ             | 78分         | 1.1 | 87   | キャット・ホワイトヒル | 4–0    | 4–0           | 親善試合                                      |
| 11 | 2008年3月5日   | アルブフェイラ                         | 中華人民共和国       | 先発         | 1.1 | 69   | ナターシャ・カイ       | 4–0    | 4–0           | アルガルヴェ・カップ：グループ B              |
| 12 | 2008年4月4日   | シウダー・フアレス                     | ジャマイカ           | 46分         | 1.1 | 16   | アビー・ワンバック     | 1–0    | 6–0           | オリンピック予選：グループ A                  |
| 13 | 2008年4月13日  | シウダー・フアレス                     | カナダ               | 先発         | 1.1 | 107  | -                      | 1–0    | 1–1 (pso 6–5) | オリンピック予選：決勝                        |
| 14 | 2008年4月27日  | ケーリー                               | オーストラリア       | 先発         | 1.1 | 91+  | -                      | 3–1    | 3–1           | 親善試合                                      |
| 15 | 2008年5月10日  | ワシントン                             | カナダ               | 先発         | 1.1 | 63   | アビー・ワンバック     | 4–0    | 6–0           | 親善試合                                      |
| 16 | 2008年7月2日   | フレドリクスタ                         | ノルウェー           | 先発         | 1.1 | 52   | ナターシャ・カイ       | 2–0    | 4–0           | 親善試合                                      |
| 17 | 2008年7月5日   | シェレフテオ                           | スウェーデン         | 先発         | 1.1 | 39   | Lindsay Tarpley        | 1–0    | 1–0           | 親善試合                                      |
| 18 | 2008年8月9日   | 秦皇島                                 | 日本                 | 先発         | 1.1 | 27   | ステファニー・コックス | 1–0    | 1–0           | 北京オリンピック：グループ G                  |
| 19 | 2008年8月21日  | 北京                                   | ブラジル             | 先発         | 1.1 | 96   | エイミー・ロドリゲス   | 1–0    | 1–0           | 北京オリンピック：決勝                        |
| 20 | 2010年3月3日   | ファロ                                 | ドイツ               | 先発         | 1.1 | 18   | -                      | 1–0    | 3–2           | アルガルヴェ・カップ: 決勝                    |
| 21 | 2010年10月30日 | カンクン                               | グアテマラ           | 先発         | 1.1 | 55   | PK                     | 8–0    | 9–0           | CONCACAF女子ゴールドカップ：グループ B        |
| 22 | 2010年11月5日  | カンクン                               | メキシコ             | 先発         | 1.1 | 25   | -                      | 1–1    | 1–2           | CONCACAF女子ゴールドカップ：準決勝            |
| 23 | 2011年1月21日  | 重慶                                   | スウェーデン         | 46分         | 1.1 | 11   | ローレン・チーニー     | 1–0    | 1–2           | 4カ国トーナメント                             |
| 24 | 2011年1月25日  | 重慶                                   | 中華人民共和国       | 先発         | 1.1 | 31   | トビン・ヒース         | 1–0    | 2–0           | 4カ国トーナメント                             |
| 25 | 2011年3月4日   | ヴィラ・レアル・デ・サント・アントニオ | ノルウェー           | 71分         | 1.1 | 63   | ミーガン・ラピノー     | 2–0    | 2–0           | アルガルヴェ・カップ：グループ A              |
| 26 | 2011年3月7日   | クアルテイラ                           | フィンランド         | 先発         | 1.1 | 13   | トビン・ヒース         | 2–0    | 4–0           | アルガルヴェ・カップ：グループ A              |
| 27 | 2011年3月9日   | ファロ                                 | アイスランド         | 先発         | 1.1 | 10   | エイミー・ロドリゲス   | 1–0    | 4–2           | アルガルヴェ・カップ：決勝                    |
| 28 | 2011年7月2日   | ジンスハイム                           | コロンビア           | 先発         | 1.1 | 57   | ステファニー・コックス | 3–0    | 3–0           | 2011 FIFA女子ワールドカップ: グループ C       |
| 29 | 2012年1月20日  | バンクーバー                           | ドミニカ共和国       | 先発         | 1.1 | 5    | アビー・ワンバック     | 2–0    | 14–0          | オリンピック予選：グループ B                  |
| 30 | 2012年1月22日  | バンクーバー                           | グアテマラ           | 先発         | 1.1 | 33   | ケリー・オハラ         | 5–0    | 13–0          | オリンピック予選：グループ B                  |
| 31 | 2012年1月24日  | バンクーバー                           | メキシコ             | 先発         | 3.1 | 7    | レイチェル・ビューラー | 1–0    | 4–0           | オリンピック予選：グループ B                  |
| 32 | 2012年1月24日  | バンクーバー                           | メキシコ             | 先発         | 3.2 | 57   | ローレン・チーニー     | 3–0    | 4–0           | オリンピック予選：グループ B                  |
| 33 | 2012年1月24日  | バンクーバー                           | メキシコ             | 先発         | 3.3 | 86   | レイチェル・ビューラー | 4–0    | 4–0           | オリンピック予選：グループ B                  |
| 34 | 2012年1月27日  | バンクーバー                           | コスタリカ           | 先発         | 1.1 | 72   | アビー・ワンバック     | 2–0    | 3–0           | オリンピック予選：準決勝                      |
| 35 | 2012年2月29日  | ラゴス                                 | デンマーク           | 先発         | 1.1 | 76   | ローレン・チーニー     | 3–0    | 5–0           | アルガルヴェ・カップ：グループ B              |
| 36 | 2012年4月3日   | 千葉                                   | ブラジル             | 62分         | 1.1 | 18   | レイチェル・ビューラー | 1–0    | 3–0           | キリンチャレンジカップ                        |
| 37 | 2012年7月25日  | グラスゴー                             | フランス             | 17分         | 1.1 | 56   | ミーガン・ラピノー     | 3–2    | 4–2           | ロンドンオリンピック：グループ G              |
| 38 | 2012年7月28日  | グラスゴー                             | コロンビア           | 先発         | 1.1 | 77   | ミーガン・ラピノー     | 3–0    | 3–0           | ロンドンオリンピック：グループ G              |
| 39 | 2012年8月9日   | ロンドン                               | 日本                 | 先発         | 2.1 | 8    | アレックス・モーガン   | 1–0    | 2–1           | ロンドンオリンピック：決勝                    |
| 40 | 2012年8月9日   | ロンドン                               | 日本                 | 先発         | 2.2 | 54   | ミーガン・ラピノー     | 2–0    | 2–1           | ロンドンオリンピック：決勝                    |
| 41 | 2012年9月1日   | ロチェスター                           | コスタリカ           | 先発         | 1.1 | 84   | -                      | 7–0    | 8–0           | 親善試合                                      |
| 42 | 2012年12月8日  | デトロイト                             | 中華人民共和国       | 先発         | 1.1 | 50   | トビン・ヒース         | 1–0    | 2–0           | 親善試合                                      |
| 43 | 2012年12月12日 | ヒューストン                           | 中華人民共和国       | 先発         | 1.1 | 62   | ミーガン・ラピノー     | 2–0    | 4–0           | 親善試合                                      |
| 44 | 2013年6月15日  | フォックスボロ                         | 韓国                 | 67分         | 1.1 | 57   | ヒーサー・オライリー   | 3–1    | 4–1           | 親善試合                                      |
| 45 | 2013年10月20日 | サンアントニオ                         | オーストラリア       | 先発         | 1.1 | 14   | -                      | 2–0    | 4–0           | 親善試合                                      |
| 46 | 2013年10月27日 | サンフランシスコ                       | ニュージーランド     | 先発         | 1.1 | 12   | -                      | 2–0    | 4–1           | 親善試合                                      |
| 47 | 2014年2月8日   | ボカラトン                             | ロシア               | 先発         | 2.1 | 29   | ヒーサー・オライリー   | 1–0    | 7–0           | 親善試合                                      |
| 48 | 2014年2月8日   | ボカラトン                             | ロシア               | 先発         | 2.2 | 37   | ステファニー・コックス | 3–0    | 7–0           | 親善試合                                      |
| 49 | 2014年4月10日  | サンディエゴ                           | 中華人民共和国       | 先発         | 2.1 | 20   | ローレン・ホリデー     | 1–0    | 3–0           | 親善試合                                      |
| 50 | 2014年4月10日  | サンディエゴ                           | 中華人民共和国       | 先発         | 2.2 | 23   | -                      | 2–0    | 3–0           | 親善試合                                      |
| 51 | 2014年8月20日  | ケーリー                               | スイス               | 先発         | 1.1 | 56   | PK                     | 2–0    | 4–1           | 親善試合                                      |
| 52 | 2014年10月17日 | シカゴ                                 | グアテマラ           | 先発（主将） | 1.1 | 46   | シドニー・ルルー       | 2–0    | 5–0           | CONCACAF女子選手権：グループ A                |
| 53 | 2014年10月20日 | ワシントンD.C.                         | ハイチ               | 先発         | 1.1 | 9    | -                      | 1–0    | 6–0           | CONCACAF女子選手権：グループ A                |
| 54 | 2014年10月24日 | チェスター                             | メキシコ             | 先発         | 2.1 | 6    | トビン・ヒース         | 1–0    | 3–0           | CONCACAF女子選手権：準決勝                    |
| 55 | 2014年10月24日 | チェスター                             | メキシコ             | 先発         | 2.2 | 30   | PK                     | 2–0    | 3–0           | CONCACAF女子選手権：準決勝                    |
| 56 | 2014年10月26日 | チェスター                             | コスタリカ           | 先発         | 1.1 | 17   | アビー・ワンバック     | 2–0    | 6–0           | CONCACAF女子選手権：決勝                      |
| 57 | 2014年12月10日 | ブラジリア                             | 中華人民共和国       | 先発         | 1.1 | 23   | ミーガン・ラピノー     | 1–0    | 1–1           | ブラジリア国際トーナメント                    |
| 58 | 2014年12月14日 | ブラジリア                             | ブラジル             | 先発         | 1.1 | 6    | トビン・ヒース         | 1–0    | 2–3           | ブラジリア国際トーナメント                    |
| 59 | 2014年12月18日 | ブラジリア                             | アルゼンチン         | 先発         | 3.1 | 30   | モーガン・ブライアン   | 3–0    | 7–0           | ブラジリア国際トーナメント                    |
| 60 | 2014年12月18日 | ブラジリア                             | アルゼンチン         | 先発         | 3.2 | 44   | ロリ・シャルプニー     | 5–0    | 7–0           | ブラジリア国際トーナメント                    |
| 61 | 2014年12月18日 | ブラジリア                             | アルゼンチン         | 先発         | 3.3 | 47   | ヒーサー・オライリー   | 6–0    | 7–0           | ブラジリア国際トーナメント                    |
| 62 | 2015年3月4日   | ヴィラ・レアル・デ・サント・アントニオ | ノルウェー           | 先発         | 2.1 | 43   | クリステン・プレス     | 1–1    | 2–1           | アルガルヴェ・カップ：グループ B              |
| 63 | 2015年3月4日   | ヴィラ・レアル・デ・サント・アントニオ | ノルウェー           | 先発         | 2.2 | 62   | PK                     | 2–1    | 2–1           | アルガルヴェ・カップ：グループ B              |
| 64 | 2015年6月23日  | エドモントン                           | コロンビア           | 先発         | 1.1 | 66   | PK                     | 2–0    | 2–0           | FIFA女子ワールドカップ：決勝トーナメント1回戦 |
| 65 | 2015年6月26日  | オタワ                                 | 中華人民共和国       | 先発（主将） | 1.1 | 51   | ジュリー・ジョンストン | 1–0    | 1–0           | FIFA女子ワールドカップ：準々決勝              |
| 66 | 2015年6月30日  | モントリオール                         | ドイツ               | 先発（主将） | 1.1 | 69   | PK                     | 1–0    | 2–0           | FIFA女子ワールドカップ：準決勝                |
| 67 | 2015年7月5日   | バンクーバー                           | 日本                 | 先発（主将） | 3.1 | 3    | ミーガン・ラピノー     | 1–0    | 5–2           | FIFA女子ワールドカップ：決勝                  |
| 68 | 2015年7月5日   | バンクーバー                           | 日本                 | 先発（主将） | 3.2 | 5    | -                      | 2–0    | 5–2           | FIFA女子ワールドカップ：決勝                  |
| 69 | 2015年7月5日   | バンクーバー                           | 日本                 | 先発（主将） | 3.3 | 16   | -                      | 4–0    | 5–2           | FIFA女子ワールドカップ：決勝                  |

## 受賞歴
- アルガルヴェ・カップ2007 MVP[64]
- 2008年アメリカサッカー最優秀選手[65]
- 2012年FIFA女子最優秀選手賞候補[66]
- NWSL週間MVP(2013年12週、2014年12週)[67]
- 2015 FIFA女子ワールドカップ ゴールデンボール賞、シルバーブーツ賞
- 2015年度,2016年度FIFA女子最優秀選手賞

## 人物
2019年8月、NFLのフィラデルフィア・イーグルスの練習を訪れた彼女は55ヤードのフィールドゴールを成功、その後複数のNFLチームから彼女に接触があった。

### 訳注
1. ↑  クーリア・ポスト(Courier Post)はサウス・ジャージー(South Jersey)の地方紙。

### マッチレポート
1. 1 2  “U.S. WNT Defeats Iceland For 2011 Algarve Cup Title”. U.S.Soccer
2. 1 2  “U.S. Women’s National Team Earns Fourth Olympic Gold Medal with 2–1 Victory Against Japan in Front of 80,203 at Wembley Stadium”. U.S.Soccer
3. ↑  “U.S. Women Defeat Chinese Taipei, 10–0, Behind Wambach's Hat-trick”. U.S.Soccer
4. ↑  “U.S. Women Defeat China, 2–1, to Open 2007 Algarve Cup”. U.S.Soccer
5. ↑  “Carli Lloyd Leads U.S. Women Past Finland, 1–0, at 2007 Algarve Cup”. U.S.Soccer
6. ↑  “U.S. Women Defeat Sweden, 3–2, to Advance to 2007 Algarve Cup Title Game”. U.S.Soccer
7. ↑  “USA Defeats Denmark, 2–0, to Claim 2007 Algarve Cup Title”. U.S.Soccer
8. ↑  “U.S. Women Defeat Norway, 1–0, in Connecticut”. U.S.Soccer
9. ↑  “U.S. Women Defeat New Zealand, 6–1, at Soldier Field; Carli Lloyd and Abby Wambach Score Two Goals Each; One Match Left Before 2007 FIFA Women's World Cup in China”. U.S.Soccer
10. ↑  “U.S. Women Defeat Mexico, 5–1, at Edward Jones Dome in St. Louis in First of Three Matches to End 2007 Schedul”. U.S.Soccer
11. ↑  “U.S. WNT Gets Win Over Mexico in Portland”. U.S.Soccer
12. ↑  “U.S. Women Defeat China, 4–0, To Open 2008 Algarve Cup”. U.S.Soccer
13. ↑  “U.S. Women Defeat Jamaica, 6–0, to Open Olympic Qualifying; Wambach Scores Twice at USA is Through to Semifinals”. U.S.Soccer
14. ↑  “U.S. Women's National Team Downs Canada in Penalty Kick Shootout to Win 2008 CONCACAF Women's Olympic Qualifying”. U.S.Soccer
15. ↑  “Dramatic 91st Minute Game-Winner From Carli Lloyd”. U.S.Soccer
16. ↑  “U.S. Women's National Team Dominates Canada 6–0 at RFK Stadium as Natasha Kai Scores First Career Hat Trick”. U.S.Soccer
17. ↑  “U.S. Women's National Team Tops Norway, 4–0, Behind Four Different Scorers”. U.S.Soccer
18. ↑  “U.S. Women Defeat Sweden 1–0 in Sweden”. U.S.Soccer
19. ↑  “U.S. Women Charge Back with 1–0 Victory vs. Japan in Second Match of Olympics”. U.S.Soccer
20. ↑  “U.S. Women Win Olympic Gold Medal as Carli Lloyd Scores Game-Winner in 1–0 Overtime Thriller Against Brazil”. U.S.Soccer
21. ↑  “Lloyd, Wambach and Cheney Score As U.S. Women Win 2010 Algarve Cup With 3–2 Victory Against Germany”. U.S.Soccer
22. ↑  “U.S. Women Defeat Guatemala 9–0 to Qualify for Semifinals at CONCACAF Women's World Cup Qualifying in Cancun, Mexico”. U.S.Soccer
23. ↑  “U.S. Women Upset by Mexico 2–1 at CONCACAF Women's World Cup Qualifying”. U.S.Soccer
24. ↑  “U.S. Women Fall 2–1 to Sweden in Opening Game of 2011 at Four Nations Tournament in China”. U.S.Soccer
25. ↑  “U.S. Defeats China 2–0 to Win Four Nations Tournament”. U.S.Soccer
26. ↑  “U.S. Women Defeat Norway To Make Championship Game of 2011 Algarve Cup”. U.S.Soccer
27. ↑  “U.S. Women Put Four Past Finland in Group A Finale”. U.S.Soccer
28. ↑  “U.S. Secures Place in Quarterfinal Phase of 2011 FIFA Women's World Cup with Dominating 3–0 Victory against Colombia”. U.S.Soccer
29. ↑  “U.S. Women’s National Team Opens 2012 CONCACAF Olympic Women’s Qualifying With Record Performance in 14–0 Rout of Dominican Republic”. U.S.Soccer
30. ↑  “U.S. Women’s National Team Qualifies for Semifinals of 2012 CONCACAF Olympic Women’s Qualifying with 13–0 Victory Against Guatemala”. U.S.Soccer
31. ↑  “U.S. Women’s National Team Wins Group B at 2012 CONCACAF Women’s Olympic Qualifying with 4–0 Victory Against Mexico”. U.S.Soccer
32. ↑  “U.S. Women’s National Team Qualifies for 2012 London Olympics with 3–0 Victory Against Costa Rica”. U.S.Soccer
33. ↑  “Morgan Scores Twice as U.S. WNT Defeats Denmark 5–0 to Open 2012 Algarve Cup”. U.S.Soccer
34. ↑  “Carli Lloyd, Shannon Boxx and Amy Rodriguez Score as the U.S. Women’s National Team Downs Brazil 3–0 in Chiba, Japan”. U.S.Soccer
35. ↑  “U.S. Women’s National Team Defeats France 4–2 to Open Group G Play at 2012 Olympics”. U.S.Soccer
36. ↑  “U.S. Women’s National Team Clinches Quarterfinal Berth with 3–0 Victory Against Colombia in Group G”. U.S.Soccer
37. ↑  “U.S. Women's National Team Topples Costa Rica 8–0 to Open Fan Tribute Tour in Rochester”. U.S.Soccer
38. ↑  “U.S. Women's National Team Defeats China PR 2–0 in Detroit”. U.S.Soccer
39. ↑  “U.S. WNT Beats China PR 4–0 at BBVA Compass Stadium in Houston”. U.S.Soccer
40. ↑  “U.S. WNT Defeats Korea Republic 4–1 in Foxborough, Mass.”. U.S.Soccer
41. ↑  “U.S. WNT Rolls Past Australia 4–0 in Front of 19,109 at Alamodome in San Antonio”. U.S.Soccer. (2013年10月20日) 2013年10月20日閲覧。
42. ↑  “U.S. WNT Defeats New Zealand 4–1 at Candlestick Park in San Francisco”. U.S.Soccer. (2013年10月27日) 2013年10月27日閲覧。
43. ↑  “U.S. WNT Rolls to 7-0 Victory Against Russia in Boca Raton, Fla.”. U.S.Soccer. (2014年2月8日) 2014年2月9日閲覧。
44. ↑  “Lloyd Hits for Two, Leroux Adds the Third: U.S. WNT vs. China”. U.S.Soccer. (2014年4月10日) 2014年4月11日閲覧。
45. ↑  “U.S. WNT Tallies Three Second-Half Goals in 4-1 Rout of Switzerland”. U.S.Soccer. (2014年8月20日) 2014年8月24日閲覧。
46. ↑  “WNT Takes Control of Group A with 5-0 Victory against Guatemala”. U.S.Soccer
47. ↑  “WNT Defeats Haiti 6-0 to Earn Top Seed in Semifinals of 2014 CONCACAF Women's Championship”. U.S.Soccer
48. ↑  “WNT Books Ticket to 2015 FIFA Women’s World Cup with 3-0 Victory against Mexico”. U.S.Soccer
49. ↑  “WNT Rolls Past Costa Rica 6-0 to Win 2014 CONCACAF Women’s Championship Crown”. U.S.Soccer
50. ↑  “U.S. WNT Opens International Tournament of ブラジリア with 1-1 Tie vs. China PR”. U.S.Soccer
51. ↑  “WNT Edged 3-2 by Brazil in Second Match at International Tournament of ブラジリア”. U.S.Soccer
52. ↑  “WNT Defeats Argentina 7-0 in Group Finale of International Tournament of ブラジリア”. U.S.Soccer
53. ↑  “WNT Moves into First Place in Group B, Tops Switzerland 3-0 at Algarve Cup”. U.S.Soccer. (2015年3月6日) 2015年7月6日閲覧。
54. ↑  “USA Advances to 2015 World Cup Quarterfinal with 2-0 Win Against Colombia”. U.S.Soccer. (2015年6月22日) 2015年7月6日閲覧。
55. ↑  “WNT Shuts Out China 1-0 to Advance to 2015 FIFA Women's World Cup Semifinal”. U.S.Soccer. (2015年6月22日) 2015年7月6日閲覧。
56. ↑  “WNT Downs World No.1 Germany 2-0 to Advance to 2015 World Cup Final”. U.S.Soccer. (2015年6月30日) 2015年7月6日閲覧。
57. ↑  “U.S.WNT 5-2 Japan; wins World Cup”. U.S. Soccer. (2015年7月5日) 2015年7月6日閲覧。